# Puchar Holandii w piłce siatkowej mężczyzn (2024/2025)
Puchar Holandii w piłce siatkowej mężczyzn 2024/2025 – 52. sezon rozgrywek o siatkarski Puchar Holandii zorganizowany przez Holenderski Związek Piłki Siatkowej (niderl. Nederlandse Volleybalbond, Nevobo). Rozpoczął się 12 września 2024 roku.
Rozgrywki składały się z trzech rund wstępnych, 1/8 finału, ćwierćfinałów, półfinałów i finału. Brało w nich udział 95 zespołów z Eredivisie, Superdivisie, Topdivisie, a także pierwszej, drugiej i trzeciej dywizji, tj. odpowiednio czwartego, piątego i szóstego poziomu rozgrywkowego.
W pierwszej rundzie drużyny rywalizowały w grupach, natomiast od drugiej rundy w systemie pucharowym.
Finał odbył się 21 kwietnia 2025 roku w kompleksie sportowym Maaspoort w ’s-Hertogenbosch. Po raz piąty, jednocześnie drugi raz z rzędu, Puchar Holandii zdobył zespół Orion Stars, który w finale pokonał drużynę Draisma Dynamo.

## System rozgrywek
Puchar Holandii w sezonie 2024/2025 składał się z trzech rund wstępnych, 1/8 finału, ćwierćfinałów, półfinałów i finału. W pierwszej rundzie uczestniczyły drużyny grające w Topdivisie, pierwszej i drugiej dywizji (odpowiednio trzeci, czwarty i piąty poziom rozgrywkowy) oraz zwycięzcy pucharów regionalnych z poprzedniego sezonu (jeżeli zdobywca pucharu regionalnego miał już zapewnione prawo gry w krajowym pucharze, wówczas przechodziło ono na finalistę). Drużyny, biorąc pod uwagę kryterium geograficzne, podzielone zostały na 22 grupy (A-V). W każdej grupie zespoły rozegrały ze sobą po jednym meczu. Do drugiej rundy awansowali zwycięzcy poszczególnych grup.
| Puchar regionalny                        | Zdobywca pucharu | Finalista pucharu  |
| ---------------------------------------- | ---------------- | ------------------ |
| Puchar Regionu Północnego (Regio Noord)  | Vovem'90         | Flash/Veendam      |
| Puchar Regionu Wschodniego (Regio Oost)  | Vips Bardot      | SSS 4              |
| Puchar Regionu Zachodniego (Regio West)  | AVV Keistad 2    | Taurus 2           |
| Puchar Regionu Południowego (Regio Zuid) | OKK '70          | Numidia VC Limax 3 |
| Źródło:                                  |                  |                    |

W drugiej rundzie oprócz drużyn, które awansowały z pierwszej rundy, brały udział także te grające w Superdivisie (drugi poziom rozgrywkowy). Od drugiej rundy rywalizacja toczyła się w systemie pucharowym, a o awansie w parze decydował jeden mecz, z wyjątkiem półfinałów, w których rozgrywane były dwumecze. O zwycięstwie w dwumeczu decydowała liczba zdobytych punktów. Za zwycięstwo 3:0 lub 3:1 drużyna otrzymywała 3 punkty, za zwycięstwo 3:2 – 2 punkty, za porażkę 2:3 – 1 punkt, natomiast za porażkę 1:3 lub 0:3 – 0 punktów. Jeżeli po rozegraniu dwumeczu obie drużyny miały taką samą liczbę punktów, rozgrywany był tzw. złoty set do 15 punktów z dwoma punktami przewagi jednej z drużyn. Od 1/8 finału do rozgrywek dołączyły drużyny z Eredivisie.
Pary drugiej rundy utworzone zostały, biorąc pod uwagę kryterium geograficzne oraz to, aby w miarę możliwości w parach grały zespoły z różnych poziomów rozgrywkowych. Przed trzecią rundą oraz przed ćwierćfinałami przeprowadzono losowanie. Losowanie par trzeciej rundy odbyło się 30 października, natomiast ćwierćfinałów i półfinałów – 3 stycznia.

## Drużyny uczestniczące
| Eredivisie (8 drużyn)                 | Eredivisie (8 drużyn) |
| ------------------------------------- | --------------------- |
| Draisma Dynamo (Apeldoorn)            | finał                 |
| Nova Tech Lycurgus (Groningen)        | półfinał              |
| Numidia VC Limax (Linne/Maasbracht)   | półfinał              |
| Orion Stars (Doetinchem)              | zwycięstwo            |
| Prima Donna Kaas Huizen               | ćwierćfinał           |
| Scherp in Packaging ZVH (Zevenhuizen) | 1/8 finału            |
| Simplex SSS (Barneveld)               | 1/8 finału            |
| Sliedrecht Sport                      | ćwierćfinał           |

| Superdivisie (10 drużyn)                 | Superdivisie (10 drużyn) |
| ---------------------------------------- | ------------------------ |
| Comfort Groep Sudosa-Desto (Assen)       | 1/8 finału               |
| IT Test Talents AVV Keistad (Amersfoort) | 3. runda                 |
| Merkala Zaanstad                         | 2. runda                 |
| Peelpush (Meijel)                        | 2. runda                 |
| Rensa Family Orion 2 (Doetinchem)        | 2. runda                 |
| Sliedrecht Sport 2                       | 3. runda                 |
| Stadsjochies VV Utrecht                  | 3. runda                 |
| Taurus (Houten)                          | 3. runda                 |
| VC Sneek                                 | 3. runda                 |
| VoCASA (Nijmegen)                        | 3. runda                 |

| Topdivisie (17 drużyn)                | Topdivisie (17 drużyn) |
| ------------------------------------- | ---------------------- |
| Bruins Olhaco (Hoogeveen)             | 2. runda               |
| Dros-Alterno (Apeldoorn)              | ćwierćfinał            |
| Gemini-Kangeroes (Voorschoten)        | 1. runda               |
| Habithuis RVV (Rijnsburg)             | 1. runda               |
| Inter Rijswijk                        | ćwierćfinał            |
| Madjoe (Enkhuizen)                    | 1/8 finału             |
| Next Volley Dordrecht                 | 1. runda               |
| Numidia VC Limax 2 (Linne/Maasbracht) | 1/8 finału             |
| Pegasus (Nijmegen)                    | 1/8 finału             |
| Prima Donna Kaas Huizen 2             | 2. runda               |
| Spaarnestad (Haarlem)                 | 2. runda               |
| SSS 2 (Barneveld)                     | 2. runda               |
| SV Dynamo Apeldoorn 2                 | 3. runda               |
| SV Dynamo Apeldoorn 3                 | 1/8 finału             |
| VC Polaris (Helmond)                  | 2. runda               |
| Volley Tilburg                        | 1. runda               |
| Webton Hengelo                        | 2. runda               |

| 1e divisie (20 drużyn)                   | 1e divisie (20 drużyn) |
| ---------------------------------------- | ---------------------- |
| A.S. Exstudiantes (Groningen)            | 1. runda               |
| Athena Business Support VVH (Harderwijk) | 1. runda               |
| AVVA (Ameide)                            | 1. runda               |
| Axell Claims Sovoco (Soest)              | 2. runda               |
| Buro Wittenburg US (Amsterdam)           | 1. runda               |
| CSV (Zwolle)                             | 2. runda               |
| H. van Dieren Set-Up (IJsselmuiden)      | 1. runda               |
| Lokomotiv Hydra (Sneek)                  | 2. runda               |
| Pouw Rent Veracles (Groningen)           | 1. runda               |
| Punch (Delft)                            | 2. runda               |
| Scylla (Wageningen)                      | 1. runda               |
| Sliedrecht Sport 3                       | 1/8 finału             |
| Stentor (Haren)                          | 3. runda               |
| Thies Advies Donitas (Groningen)         | 1. runda               |
| USV Protos (Utrecht)                     | 1. runda               |
| VC WIK Groot-Ammers                      | 2. runda               |
| Voorsterslag/VC Zwolle                   | 1. runda               |
| VV Amsterdam                             | 1. runda               |
| wijzijntop Personeelsdiensten DIO Bedum  | 2. runda               |
| ZVH 2 (Zevenhuizen)                      | 1. runda               |

| 2e divisie (39 drużyn)                | 2e divisie (39 drużyn) | 2e divisie (39 drużyn)  | 2e divisie (39 drużyn) |
| ------------------------------------- | ---------------------- | ----------------------- | ---------------------- |
| Aetos (Arnhem)                        | 1. runda               | Set-Up (IJsselmuiden) 2 | 1. runda               |
| Albert Heijn Ritola (Zuidlaren)       | 1. runda               | Spaarnestad 2 (Haarlem) | 1. runda               |
| AVC '69 (Akkrum)                      | 1. runda               | SSS 3 (Barneveld)       | 1. runda               |
| Avior 2 (Deventer)                    | 1. runda               | SSS 4 (Barneveld)       | 1. runda               |
| Blauw Wit (Oldebroek)                 | 1. runda               | SV Dynamo Apeldoorn 4   | 1. runda               |
| BVC'73 (Barchem)                      | 1. runda               | Taurus 2 (Houten)       | 1. runda               |
| Departyshop.nl VIVES (IJsselstein)    | 1. runda               | Thor (Bergambacht)      | 1. runda               |
| Donki Sjot (Den Dungen)               | 1. runda               | Trivos (Wijchen)        | 1. runda               |
| Flash/Veendam                         | 1. runda               | Tupos (Baarlo)          | 1. runda               |
| Hovoc (Horst)                         | 1. runda               | VC Atak'55 (Waspik)     | 1. runda               |
| Kalinko (Haga)                        | 1. runda               | VC Landgraaf            | 1. runda               |
| Lycurgus 3 (Groningen)                | 1. runda               | VC Shot (Culemborg)     | 1. runda               |
| MOVE (Edam-Volendam)                  | 1. runda               | VC WIK Groot-Ammers 2   | 2. runda               |
| Next Volley Dordrecht 2               | 1. runda               | Vips Bardot (Enschede)  | 1. runda               |
| OKK '70 (Hardinxveld-Giessendam)      | 1. runda               | Volley Lek en IJssel    | 1. runda               |
| Peelpush 2 (Meijel)                   | 1. runda               | Vovem'90 (Emmeloord)    | 1. runda               |
| Rebo Woningmakelaars Rebelle (Dieren) | 1. runda               | VTC Woerden             | 1. runda               |
| Rensa Family Orion 3 (Doetinchem)     | 1. runda               | VV Jonas (Beverwijk)    | 1. runda               |
| Renswouw                              | 1. runda               | Woudenberg              | 1. runda               |
| ROOT Twente '05 (Enschede)            | 1. runda               |                         |                        |

| 3e divisie (1 drużyna)     | 3e divisie (1 drużyna) |
| -------------------------- | ---------------------- |
| AVV Keistad 2 (Amersfoort) | 1. runda               |

## Rozgrywki
Godziny do 27 października 2024 roku i od 30 marca 2025 roku podane są według strefy czasowej UTC+2, a od 27 października 2024 roku do 30 marca 2025 roku – według strefy czasowej UTC+1.

### 1. runda
Legenda:
    awans do 2. rundy

#### Grupa A
Tabela
| Lp. | Drużyna              | Pkt | Mecze | Mecze | Mecze | Sety | Sety | Sety  | Małe punkty | Małe punkty | Małe punkty |
| Lp. | Drużyna              | Pkt | M     | W     | P     | wyg. | prz. | ratio | zdob.       | str.        | ratio       |
| --- | -------------------- | --- | ----- | ----- | ----- | ---- | ---- | ----- | ----------- | ----------- | ----------- |
| 1   | Stentor              | 6   | 2     | 2     | 0     | 6    | 2    | 3.000 | 197         | 168         | 1.173       |
| 2   | Thies Advies Donitas | 4   | 2     | 1     | 1     | 4    | 3    | 1.333 | 167         | 153         | 1.092       |
| 3   | Flash/Veendam        | 1   | 2     | 0     | 2     | 1    | 6    | 0.167 | 132         | 175         | 0.754       |

Źródło: 
Zasady ustalania kolejności: 1. liczba zdobytych punktów; 2. wyższy stosunek setów; 3. wyższy stosunek małych punktów.
Punktacja: liczba punktów = liczba wygranych setów
Wyniki spotkań

| 21 września 2024 | Flash/Veendam | 0:3                   | Thies Advies Donitas |                                                                   |
| 17:00 Źródło:    |               | (22:25, 19:25, 15:25) |                      | Sorghvliethal, Veendam Sędzia: Teun Pieters i George van den Bout |

| 25 września 2024 | Stentor | 3:1                          | Flash/Veendam |                                                                |
| 20:00 Źródło:    |         | (25:17, 25:13, 25:27, 25:19) |               | Sporthal De Bam, Haren Sędzia: Christo Consten i Sijmen de Roo |

| 28 września 2024 | Thies Advies Donitas | 1:3                          | Stentor |                                                                                              |
| 17:30 Źródło:    |                      | (22:25, 25:21, 24:26, 21:25) |         | ACLO Sportcentrum – Koos Duppen hal, Groningen Sędzia: Micky van Asdonck i Rutger-Jan Volger |

#### Grupa B
Tabela
| Lp. | Drużyna                                 | Pkt | Mecze | Mecze | Mecze | Sety | Sety | Sety  | Małe punkty | Małe punkty | Małe punkty |
| Lp. | Drużyna                                 | Pkt | M     | W     | P     | wyg. | prz. | ratio | zdob.       | str.        | ratio       |
| --- | --------------------------------------- | --- | ----- | ----- | ----- | ---- | ---- | ----- | ----------- | ----------- | ----------- |
| 1   | wijzijntop Personeelsdiensten DIO Bedum | 6   | 2     | 2     | 0     | 6    | 1    | 6.000 | 170         | 130         | 1.308       |
| 2   | Albert Heijn Ritola                     | 3   | 2     | 1     | 1     | 3    | 4    | 0.750 | 142         | 151         | 0.940       |
| 3   | Pouw Rent Veracles                      | 2   | 2     | 0     | 2     | 2    | 6    | 0.333 | 161         | 192         | 0.839       |

Źródło: 
Zasady ustalania kolejności: 1. liczba zdobytych punktów; 2. wyższy stosunek setów; 3. wyższy stosunek małych punktów.
Punktacja: liczba punktów = liczba wygranych setów
Wyniki spotkań

| 13 września 2024 | Albert Heijn Ritola | 3:1                          | Pouw Rent Veracles |                                                                  |
| 19:30 Źródło:    |                     | (25:18, 25:17, 22:25, 25:16) |                    | Sporthal De Zwet, Zuidlaren Sędzia: Jeroen Hulck i Eric van Dijk |

| 21 września 2024 | Pouw Rent Veracles | 1:3                          | wijzijntop Personeelsdiensten DIO Bedum |                                                                                    |
| 18:00 Źródło:    |                    | (25:17, 20:25, 14:25, 26:28) |                                         | ACLO Sportcentrum – Koos Duppen hal, Groningen Sędzia: Henk Hallie i Siebe Grimmon |

| 28 września 2024 | wijzijntop Personeelsdiensten DIO Bedum | 3:0                   | Albert Heijn Ritola |                                                                        |
| 19:15 Źródło:    |                                         | (25:14, 25:18, 25:13) |                     | Sporthal De Beemden, Bedum Sędzia: Jan van der Veen i Ton van Rosevelt |

#### Grupa C
Tabela
| Lp. | Drużyna           | Pkt | Mecze | Mecze | Mecze | Sety | Sety | Sety  | Małe punkty | Małe punkty | Małe punkty |
| Lp. | Drużyna           | Pkt | M     | W     | P     | wyg. | prz. | ratio | zdob.       | str.        | ratio       |
| --- | ----------------- | --- | ----- | ----- | ----- | ---- | ---- | ----- | ----------- | ----------- | ----------- |
| 1   | Bruins Olhaco     | 6   | 2     | 2     | 0     | 6    | 2    | 3.000 | 193         | 150         | 1.287       |
| 2   | A.S. Exstudiantes | 4   | 2     | 1     | 1     | 4    | 4    | 1.000 | 170         | 185         | 0.919       |
| 3   | Lycurgus 3        | 2   | 2     | 0     | 2     | 2    | 6    | 0.333 | 156         | 184         | 0.848       |

Źródło: 
Zasady ustalania kolejności: 1. liczba zdobytych punktów; 2. wyższy stosunek setów; 3. wyższy stosunek małych punktów.
Punktacja: liczba punktów = liczba wygranych setów
Wyniki spotkań

| 14 września 2024 | A.S. Exstudiantes | 3:1                          | Lycurgus 3 |                                                                     |
| 18:30 Źródło:    |                   | (25:21, 12:25, 25:16, 27:25) |            | Sporthal Selwerd, Groningen Sędzia: Henderika Veenema i Henk Hallie |

| 21 września 2024 | Lycurgus 3 | 1:3                          | Bruins Olhaco |                                                                |
| 17:00 Źródło:    |            | (25:20, 14:25, 12:25, 18:25) |               | Sporthal Beijum, Groningen Sędzia: Berend Viel i Sijmen de Roo |

| 28 września 2024 | Bruins Olhaco | 3:1                          | A.S. Exstudiantes |                                                                                  |
| 18:30 Źródło:    |               | (25:16, 23:25, 25:19, 25:21) |                   | Sporthal Trasselt, Hoogeveen Sędzia: Quinten van den Hoofdakker i Arnoud Verburg |

#### Grupa D
Tabela
| Lp. | Drużyna              | Pkt | Mecze | Mecze | Mecze | Sety | Sety | Sety  | Małe punkty | Małe punkty | Małe punkty |
| Lp. | Drużyna              | Pkt | M     | W     | P     | wyg. | prz. | ratio | zdob.       | str.        | ratio       |
| --- | -------------------- | --- | ----- | ----- | ----- | ---- | ---- | ----- | ----------- | ----------- | ----------- |
| 1   | Lokomotiv Hydra      | 8   | 3     | 2     | 1     | 8    | 3    | 2.667 | 244         | 222         | 1.099       |
| 2   | H. van Dieren Set-Up | 8   | 3     | 2     | 1     | 8    | 6    | 1.333 | 312         | 273         | 1.143       |
| 3   | AVC '69              | 6   | 3     | 2     | 1     | 6    | 6    | 1.000 | 252         | 265         | 0.951       |
| 4   | Vovem'90             | 2   | 3     | 0     | 3     | 2    | 9    | 0.222 | 217         | 265         | 0.819       |

Źródło: 
Zasady ustalania kolejności: 1. liczba zdobytych punktów; 2. wyższy stosunek setów; 3. wyższy stosunek małych punktów.
Punktacja: liczba punktów = liczba wygranych setów
Wyniki spotkań

| 13 września 2024 | Vovem'90 | 1:3                          | AVC '69 |                                                            |
| 20:00 Źródło:    |          | (23:25, 17:25, 25:19, 18:25) |         | Bosbadhal, Emmeloord Sędzia: Han Koeleman i Andre van Dijk |

| 14 września 2024 | Lokomotiv Hydra | 2:3                                | H. van Dieren Set-Up |                                                                             |
| 16:00 Źródło:    |                 | (28:26, 18:25, 25:18, 14:25, 9:15) |                      | Sportcentrum Schuttersveld, Sneek Sędzia: Thomas Ruiter i Bertus van Asselt |

| 20 września 2024 | Vovem'90 | 0:3                   | Lokomotiv Hydra |                                                                 |
| 20:00 Źródło:    |          | (17:25, 21:25, 19:25) |                 | Bosbadhal, Emmeloord Sędzia: Koos Nederhoed i Herman van Sprang |

| 21 września 2024 | AVC '69 | 3:2                                 | H. van Dieren Set-Up |                                                                  |
| 19:30 Źródło:    |         | (25:22, 25:23, 15:25, 22:25, 15:12) |                      | Utingeradeelhal, Akkrum Sędzia: Jos Ian Rijpma i Jeroen Schouten |

| 28 września 2024 | H. van Dieren Set-Up | 3:1                          | Vovem'90 |                                                                    |
| 19:00 Źródło:    |                      | (25:14, 25:22, 21:25, 25:16) |          | Oosterholthoeve, IJsselmuiden Sędzia: Jan Hollegien i Arjan Bezoen |

| 28 września 2024 | AVC '69 | 0:3                   | Lokomotiv Hydra |                                                                       |
| 19:30 Źródło:    |         | (16:25, 18:25, 22:25) |                 | Utingeradeelhal, Akkrum Sędzia: Reinder Veldkamp i Jan Roelof Witting |

#### Grupa E
Tabela
| Lp. | Drużyna                | Pkt | Mecze | Mecze | Mecze | Sety | Sety | Sety  | Małe punkty | Małe punkty | Małe punkty |
| Lp. | Drużyna                | Pkt | M     | W     | P     | wyg. | prz. | ratio | zdob.       | str.        | ratio       |
| --- | ---------------------- | --- | ----- | ----- | ----- | ---- | ---- | ----- | ----------- | ----------- | ----------- |
| 1   | CSV Zwolle             | 9   | 3     | 3     | 0     | 9    | 1    | 9.000 | 248         | 204         | 1.216       |
| 2   | Voorsterslag/VC Zwolle | 7   | 3     | 2     | 1     | 7    | 4    | 1.750 | 268         | 238         | 1.126       |
| 3   | Blauw Wit              | 4   | 3     | 1     | 2     | 4    | 6    | 0.667 | 227         | 228         | 0.996       |
| 4   | Set-Up 2               | 0   | 3     | 0     | 3     | 0    | 9    | 0.000 | 152         | 225         | 0.676       |

Źródło: 
Zasady ustalania kolejności: 1. liczba zdobytych punktów; 2. wyższy stosunek setów; 3. wyższy stosunek małych punktów.
Punktacja: liczba punktów = liczba wygranych setów
Wyniki spotkań

| 14 września 2024 | Blauw Wit | 3:0                   | Set-Up 2 |                                                                         |
| 17:00 Źródło:    |           | (25:10, 25:21, 25:18) |          | Kulturhus De Talter, Oldebroek Sędzia: Alle Schoonhoven i Jan Hollegien |

| 14 września 2024 | CSV | 3:1                          | Voorsterslag/VC Zwolle |                                                                                               |
| 19:30 Źródło:    |     | (25:23, 25:21, 23:25, 25:20) |                        | Hogeschool Windesheim, On Campus – zaal 4/5, Zwolle Sędzia: Micky van Asdonck i Hans Hoekstra |

| 21 września 2024 | Voorsterslag/VC Zwolle | 3:0                   | Set-Up 2 |                                                                   |
| 13:00 Źródło:    |                        | (25:12, 25:10, 25:20) |          | Landstede Sportcentrum, Zwolle Sędzia: Sieme Leuninge i Otto Laan |

| 21 września 2024 | CSV | 3:0                   | Blauw Wit |                                                                                                |
| 19:30 Źródło:    |     | (25:23, 25:13, 25:18) |           | Hogeschool Windesheim, On Campus – zaal 4/5, Zwolle Sędzia: Gert Jan Wijfje i Jibbe van Bekkum |

| 28 września 2024 | Set-Up 2 | 0:3                   | CSV |                                                        |
| 16:45 Źródło:    |          | (23:25, 20:25, 18:25) |     | Oosterholthoeve, IJsselmuiden Sędzia: Jan Harm Ramaker |

| 28 września 2024 | Voorsterslag/VC Zwolle | 3:1                          | Blauw Wit |                                                                       |
| 17:00 Źródło:    |                        | (25:21, 24:26, 25:23, 30:28) |           | Landstede Sportcentrum, Zwolle Sędzia: Gert Jan Wijfje i Mart Jansink |

#### Grupa F
Tabela
| Lp. | Drużyna         | Pkt | Mecze | Mecze | Mecze | Sety | Sety | Sety  | Małe punkty | Małe punkty | Małe punkty |
| Lp. | Drużyna         | Pkt | M     | W     | P     | wyg. | prz. | ratio | zdob.       | str.        | ratio       |
| --- | --------------- | --- | ----- | ----- | ----- | ---- | ---- | ----- | ----------- | ----------- | ----------- |
| 1   | Webton Hengelo  | 6   | 2     | 2     | 0     | 6    | 0    | MAX   | 151         | 113         | 1.336       |
| 2   | Vips Bardot     | 3   | 2     | 1     | 1     | 3    | 5    | 0.600 | 168         | 181         | 0.928       |
| 3   | ROOT Twente '05 | 2   | 2     | 0     | 2     | 2    | 6    | 0.333 | 160         | 185         | 0.865       |

Źródło: 
Zasady ustalania kolejności: 1. liczba zdobytych punktów; 2. wyższy stosunek setów; 3. wyższy stosunek małych punktów.
Punktacja: liczba punktów = liczba wygranych setów
Wyniki spotkań

| 12 września 2024 | Vips Bardot | 0:3                   | Webton Hengelo |                                                                  |
| 21:00 Źródło:    |             | (15:25, 19:25, 24:26) |                | Pathmoshal, Enschede Sędzia: Alister Mcleod i Bert van der Ploeg |

| 21 września 2024 | Webton Hengelo | 3:0                   | ROOT Twente '05 |                                                                     |
| 19:00 Źródło:    |                | (25:20, 25:22, 25:13) |                 | Sporthal Veldwijk, Hengelo Sędzia: Aart-Jan Strijker i Dieter Poell |

| 26 września 2024 | ROOT Twente '05 | 2:3                                | Vips Bardot |                                                               |
| 19:00 Źródło:    |                 | (25:23, 23:25, 23:25, 25:22, 9:15) |             | Pathmoshal, Enschede Sędzia: Hennie Kroep i Robert Wiefferink |

#### Grupa G
Tabela
| Lp. | Drużyna               | Pkt | Mecze | Mecze | Mecze | Sety | Sety | Sety  | Małe punkty | Małe punkty | Małe punkty |
| Lp. | Drużyna               | Pkt | M     | W     | P     | wyg. | prz. | ratio | zdob.       | str.        | ratio       |
| --- | --------------------- | --- | ----- | ----- | ----- | ---- | ---- | ----- | ----------- | ----------- | ----------- |
| 1   | SV Dynamo Apeldoorn 2 | 6   | 2     | 2     | 0     | 6    | 0    | MAX   | 150         | 94          | 1.596       |
| 2   | Avior 2               | 3   | 2     | 1     | 1     | 3    | 4    | 0.750 | 143         | 148         | 0.966       |
| 3   | BVC'73                | 1   | 2     | 0     | 2     | 1    | 6    | 0.167 | 116         | 167         | 0.695       |

Źródło: 
Zasady ustalania kolejności: 1. liczba zdobytych punktów; 2. wyższy stosunek setów; 3. wyższy stosunek małych punktów.
Punktacja: liczba punktów = liczba wygranych setów
Wyniki spotkań

| 14 września 2024 | Avior 2 | 3:1                          | BVC'73 |                                                                                             |
| 16:30 Źródło:    |         | (25:13, 25:17, 17:25, 25:18) |        | Sport- en Belevingscentrum De Scheg, Deventer Sędzia: Jan Tempelman i Christiaan Brinkhorst |

| 21 września 2024 | BVC'73 | 0:3                   | SV Dynamo Apeldoorn 2 |                                                                     |
| 19:00 Źródło:    |        | (15:25, 14:25, 14:25) |                       | 't Onderschoer, Barchem Sędzia: Rebecca van Lent i Maicol Gerritsen |

| 28 września 2024 | SV Dynamo Apeldoorn 2 | 3:0                   | Avior 2 |                                                              |
| 16:30 Źródło:    |                       | (25:19, 25:17, 25:15) |         | Omnisport, Apeldoorn Sędzia: Richard Broekhof i Henk Reitsma |

#### Grupa H
Tabela
| Lp. | Drużyna                      | Pkt | Mecze | Mecze | Mecze | Sety | Sety | Sety  | Małe punkty | Małe punkty | Małe punkty |
| Lp. | Drużyna                      | Pkt | M     | W     | P     | wyg. | prz. | ratio | zdob.       | str.        | ratio       |
| --- | ---------------------------- | --- | ----- | ----- | ----- | ---- | ---- | ----- | ----------- | ----------- | ----------- |
| 1   | SV Dynamo Apeldoorn 3        | 9   | 3     | 3     | 0     | 9    | 0    | MAX   | 225         | 155         | 1.452       |
| 2   | Rebo Woningmakelaars Rebelle | 6   | 3     | 2     | 1     | 6    | 4    | 1.500 | 227         | 208         | 1.091       |
| 3   | Scylla                       | 4   | 3     | 1     | 2     | 4    | 7    | 0.571 | 218         | 262         | 0.832       |
| 4   | Aetos                        | 1   | 3     | 0     | 3     | 1    | 9    | 0.111 | 201         | 246         | 0.817       |

Źródło: 
Zasady ustalania kolejności: 1. liczba zdobytych punktów; 2. wyższy stosunek setów; 3. wyższy stosunek małych punktów.
Punktacja: liczba punktów = liczba wygranych setów
Wyniki spotkań

| 14 września 2024 | Rebo Woningmakelaars Rebelle | 3:0                   | Aetos |                                                                 |
| 15:30 Źródło:    |                              | (25:18, 25:23, 25:14) |       | Sporthal de Hangmat, Rheden Sędzia: Henk Salemink i Luuk Gorter |

| 14 września 2024 | Scylla | 0:3                   | SV Dynamo Apeldoorn 3 |                                                                           |
| 16:30 Źródło:    |        | (12:25, 15:25, 17:25) |                       | Sporthal de Vlinder, Wageningen Sędzia: Mathilde Hissink i Arnoud Verburg |

| 21 września 2024 | Rebo Woningmakelaars Rebelle | 3:1                          | Scylla |                                                                      |
| 13:15 Źródło:    |                              | (25:16, 19:25, 25:21, 25:16) |        | Sporthal de Hangmat, Rheden Sędzia: Henk Derksen i Aernout Nijbacker |

| 21 września 2024 | Aetos | 0:3                   | SV Dynamo Apeldoorn 3 |                                                                              |
| 17:30 Źródło:    |       | (19:25, 16:25, 18:25) |                       | Sporthal Middachtensingel, Arnhem Sędzia: Jan Willem Kloppers i Kees Verdonk |

| 27 września 2024 | SV Dynamo Apeldoorn 3 | 3:0                   | Rebo Woningmakelaars Rebelle |                                                            |
| 20:30 Źródło:    |                       | (25:16, 25:20, 25:22) |                              | Omnisport, Apeldoorn Sędzia: Rebecca van Lent i Hans Stijf |

| 28 września 2024 | Aetos | 1:3                          | Scylla |                                                                         |
| 17:30 Źródło:    |       | (22:25, 24:26, 25:20, 22:25) |        | Sporthal Middachtensingel, Arnhem Sędzia: Gerwin de Boer i Erik Peeters |

#### Grupa I
Tabela
| Lp. | Drużyna                     | Pkt | Mecze | Mecze | Mecze | Sety | Sety | Sety  | Małe punkty | Małe punkty | Małe punkty |
| Lp. | Drużyna                     | Pkt | M     | W     | P     | wyg. | prz. | ratio | zdob.       | str.        | ratio       |
| --- | --------------------------- | --- | ----- | ----- | ----- | ---- | ---- | ----- | ----------- | ----------- | ----------- |
| 1   | Dros-Alterno                | 9   | 3     | 3     | 0     | 9    | 0    | MAX   | 225         | 163         | 1.380       |
| 2   | SSS 4                       | 6   | 3     | 2     | 1     | 6    | 6    | 1.000 | 256         | 262         | 0.977       |
| 3   | Athena Business Support VVH | 5   | 3     | 1     | 2     | 5    | 6    | 0.833 | 238         | 231         | 1.030       |
| 4   | SV Dynamo Apeldoorn 4       | 1   | 3     | 0     | 3     | 1    | 9    | 0.111 | 185         | 248         | 0.746       |

Źródło: 
Zasady ustalania kolejności: 1. liczba zdobytych punktów; 2. wyższy stosunek setów; 3. wyższy stosunek małych punktów.
Punktacja: liczba punktów = liczba wygranych setów
Wyniki spotkań

| 12 września 2024 | SSS 4 | 3:2                                 | Athena Business Support VVH |                                                              |
| 21:00 Źródło:    |       | (16:25, 22:25, 26:24, 25:18, 15:12) |                             | De Meerwaarde, Barneveld Sędzia: Ward Erhart i Henk Radstaak |

| 14 września 2024 | Dros-Alterno | 3:0                   | SV Dynamo Apeldoorn 4 |                                                                     |
| 17:30 Źródło:    |              | (25:14, 25:19, 25:17) |                       | Alternohal, Apeldoorn Sędzia: Bert van der Weerd i Silvano Onnekink |

| 19 września 2024 | SSS 4 | 0:3                   | Dros-Alterno |                                                                      |
| 21:00 Źródło:    |       | (23:25, 17:25, 14:25) |              | De Meerwaarde, Barneveld Sędzia: Wilco Langevoort i Jibbe van Bekkum |

| 21 września 2024 | Athena Business Support VVH | 3:0                   | SV Dynamo Apeldoorn 4 |                                                                                   |
| 15:30 Źródło:    |                             | (25:18, 25:17, 25:17) |                       | Sportcomplex De Sypel, Harderwijk Sędzia: Alja Hooiveld-Hidding i Peter Timmerman |

| 28 września 2024 | SV Dynamo Apeldoorn 4 | 1:3                          | SSS 4 |                                                         |
| 13:30 Źródło:    |                       | (21:25, 25:23, 20:25, 17:25) |       | Omnisport, Apeldoorn Sędzia: Hein Kers i Geert Thijssen |

| 28 września 2024 | Athena Business Support VVH | 0:3                   | Dros-Alterno |                                                                             |
| 15:00 Źródło:    |                             | (21:25, 21:25, 17:25) |              | Sportcomplex De Sypel, Harderwijk Sędzia: Jan Willem Kloppers i Wim Fontijn |

#### Grupa J
Tabela
| Lp. | Drużyna              | Pkt | Mecze | Mecze | Mecze | Sety | Sety | Sety  | Małe punkty | Małe punkty | Małe punkty |
| Lp. | Drużyna              | Pkt | M     | W     | P     | wyg. | prz. | ratio | zdob.       | str.        | ratio       |
| --- | -------------------- | --- | ----- | ----- | ----- | ---- | ---- | ----- | ----------- | ----------- | ----------- |
| 1   | Pegasus              | 6   | 2     | 2     | 0     | 6    | 0    | MAX   | 150         | 101         | 1.485       |
| 2   | Rensa Family Orion 3 | 3   | 2     | 1     | 1     | 3    | 5    | 0.600 | 146         | 184         | 0.793       |
| 3   | Trivos               | 2   | 2     | 0     | 2     | 2    | 6    | 0.333 | 165         | 176         | 0.938       |

Źródło: 
Zasady ustalania kolejności: 1. liczba zdobytych punktów; 2. wyższy stosunek setów; 3. wyższy stosunek małych punktów.
Punktacja: liczba punktów = liczba wygranych setów
Wyniki spotkań

| 14 września 2024 | Rensa Family Orion 3 | 3:2                                 | Trivos |                                                                       |
| 15:00 Źródło:    |                      | (19:25, 26:24, 25:22, 16:25, 15:13) |        | SaZa Topsporthal, Doetinchem Sędzia: Arjan ter Maat i Stefan Ketelaar |

| 21 września 2024 | Trivos | 0:3                   | Pegasus |                                                                     |
| 15:30 Źródło:    |        | (21:25, 17:25, 18:25) |         | Sportcentrum Arcus, Wijchen Sędzia: Patrick van Stijn i Ben Mensink |

| 28 września 2024 | Pegasus | 3:0                   | Rensa Family Orion 3 |                                                                         |
| 16:15 Źródło:    |         | (25:15, 25:16, 25:14) |                      | Wijkcentrum Ark van Oost, Nijmegen Sędzia: Rebecca van Lent i Hans Last |

#### Grupa K
Tabela
| Lp. | Drużyna    | Pkt | Mecze | Mecze | Mecze | Sety | Sety | Sety  | Małe punkty | Małe punkty | Małe punkty |
| Lp. | Drużyna    | Pkt | M     | W     | P     | wyg. | prz. | ratio | zdob.       | str.        | ratio       |
| --- | ---------- | --- | ----- | ----- | ----- | ---- | ---- | ----- | ----------- | ----------- | ----------- |
| 1   | SSS 2      | 6   | 2     | 2     | 0     | 6    | 3    | 2.000 | 216         | 184         | 1.174       |
| 2   | Woudenberg | 4   | 2     | 1     | 1     | 4    | 5    | 0.800 | 192         | 206         | 0.932       |
| 3   | Renswouw   | 4   | 2     | 0     | 2     | 4    | 6    | 0.667 | 207         | 225         | 0.920       |

Źródło: 
Zasady ustalania kolejności: 1. liczba zdobytych punktów; 2. wyższy stosunek setów; 3. wyższy stosunek małych punktów.
Punktacja: liczba punktów = liczba wygranych setów
Wyniki spotkań

| 21 września 2024 | SSS 2 | 3:1                          | Woudenberg |                                                                     |
| 16:00 Źródło:    |       | (25:22, 25:16, 26:28, 25:16) |            | De Meerwaarde, Barneveld Sędzia: Alister Mcleod i Alban van Stralen |

| 24 września 2024 | Renswouw | 2:3                                 | SSS 2 |                                                                     |
| 21:00 Źródło:    |          | (29:27, 16:25, 25:21, 17:25, 15:17) |       | Sporthal De Hokhorst, Renswoude Sędzia: Henk Jan Pool i Frans Debie |

| 28 września 2024 | Woudenberg | 3:2                                | Renswouw |                                                                    |
| 18:30 Źródło:    |            | (25:21, 20:25, 27:25, 23:25, 15:9) |          | De Camp, Woudenberg Sędzia: Peter van Vliet i Ferdinand van Druten |

#### Grupa L
Tabela
| Lp. | Drużyna             | Pkt | Mecze | Mecze | Mecze | Sety | Sety | Sety  | Małe punkty | Małe punkty | Małe punkty |
| Lp. | Drużyna             | Pkt | M     | W     | P     | wyg. | prz. | ratio | zdob.       | str.        | ratio       |
| --- | ------------------- | --- | ----- | ----- | ----- | ---- | ---- | ----- | ----------- | ----------- | ----------- |
| 1   | Axell Claims Sovoco | 6   | 2     | 2     | 0     | 6    | 2    | 3.000 | 182         | 156         | 1.167       |
| 2   | SSS 3               | 3   | 2     | 1     | 1     | 3    | 4    | 0.750 | 162         | 165         | 0.982       |
| 3   | AVV Keistad 2       | 3   | 2     | 0     | 2     | 3    | 6    | 0.500 | 183         | 206         | 0.888       |

Źródło: 
Zasady ustalania kolejności: 1. liczba zdobytych punktów; 2. wyższy stosunek setów; 3. wyższy stosunek małych punktów.
Punktacja: liczba punktów = liczba wygranych setów
Wyniki spotkań

| 14 września 2024 | SSS 3 | 3:1                          | AVV Keistad 2 |                                                                  |
| 16:00 Źródło:    |       | (23:25, 25:18, 26:24, 25:23) |               | De Meerwaarde, Barneveld Sędzia: Jan de Groot i Dirk van de Bunt |

| 17 września 2024 | AVV Keistad 2 | 2:3                                 | Axell Claims Sovoco |                                                                  |
| 20:00 Źródło:    |               | (25:17, 19:25, 27:25, 11:25, 11:15) |                     | Sporthal Midland, Amersfoort Sędzia: Hans Roest i Henk Simmelink |

| 28 września 2024 | Axell Claims Sovoco | 3:0                   | SSS 3 |                                                                            |
| 19:15 Źródło:    |                     | (25:22, 25:22, 25:19) |       | Sporthal de Bunt, Soest Sędzia: Sacha van der Zwaan-Hendrikse i Peter Tuin |

#### Grupa M
Tabela
| Lp. | Drużyna            | Pkt | Mecze | Mecze | Mecze | Sety | Sety | Sety  | Małe punkty | Małe punkty | Małe punkty |
| Lp. | Drużyna            | Pkt | M     | W     | P     | wyg. | prz. | ratio | zdob.       | str.        | ratio       |
| --- | ------------------ | --- | ----- | ----- | ----- | ---- | ---- | ----- | ----------- | ----------- | ----------- |
| 1   | Madjoe             | 9   | 3     | 3     | 0     | 9    | 1    | 9.000 | 248         | 210         | 1.181       |
| 2   | Buro Wittenburg US | 7   | 3     | 2     | 1     | 7    | 4    | 1.750 | 255         | 229         | 1.114       |
| 3   | Spaarnestad 2      | 4   | 3     | 1     | 2     | 4    | 6    | 0.667 | 219         | 232         | 0.944       |
| 4   | MOVE               | 0   | 3     | 0     | 3     | 0    | 9    | 0.000 | 180         | 231         | 0.779       |

Źródło: 
Zasady ustalania kolejności: 1. liczba zdobytych punktów; 2. wyższy stosunek setów; 3. wyższy stosunek małych punktów.
Punktacja: liczba punktów = liczba wygranych setów
Wyniki spotkań

| 14 września 2024 | Buro Wittenburg US | 3:1                          | Spaarnestad 2 |                                                                       |
| 15:45 Źródło:    |                    | (25:16, 23:25, 25:21, 25:16) |               | Sportcentrum De Pijp, Amsterdam Sędzia: Jacob Kalter i Ingmar Kaptein |

| 14 września 2024 | MOVE | 0:3                   | Madjoe |                                                                  |
| 17:00 Źródło:    |      | (25:27, 21:25, 20:25) |        | Sporthal 't Bolwerck, Edam Sędzia: Emiel Sennema i Richard Weenk |

| 21 września 2024 | Madjoe | 3:0                   | Spaarnestad 2 |                                                                                   |
| 16:30 Źródło:    |        | (25:22, 25:22, 25:18) |               | Sporthal De Drecht, Enkhuizen Sędzia: Bert van der Weerd i Jerry van Duivenbooden |

| 21 września 2024 | MOVE | 0:3                   | Buro Wittenburg US |                                                                  |
| 17:00 Źródło:    |      | (14:25, 19:25, 22:25) |                    | Sporthal 't Bolwerck, Edam Sędzia: Jacq Baas i Herman van Sprang |

| 28 września 2024 | Madjoe | 3:1                          | Buro Wittenburg US |                                                                    |
| 16:30 Źródło:    |        | (21:25, 25:21, 25:22, 25:14) |                    | Sporthal De Drecht, Enkhuizen Sędzia: Kees Staman i Frank Overmeer |

| 28 września 2024 | Spaarnestad 2 | 3:0                   | MOVE |                                                                         |
| 19:30 Źródło:    |               | (25:18, 25:14, 29:27) |      | Yvonne van Gennip Hal, Haarlem Sędzia: Robin den Blanken i Duco Kalkman |

#### Grupa N
Tabela
| Lp. | Drużyna      | Pkt | Mecze | Mecze | Mecze | Sety | Sety | Sety  | Małe punkty | Małe punkty | Małe punkty |
| Lp. | Drużyna      | Pkt | M     | W     | P     | wyg. | prz. | ratio | zdob.       | str.        | ratio       |
| --- | ------------ | --- | ----- | ----- | ----- | ---- | ---- | ----- | ----------- | ----------- | ----------- |
| 1   | Spaarnestad  | 6   | 2     | 2     | 0     | 6    | 1    | 6.000 | 179         | 145         | 1.234       |
| 2   | VV Amsterdam | 4   | 2     | 1     | 1     | 4    | 5    | 0.800 | 191         | 185         | 1.032       |
| 3   | VV Jonas     | 2   | 2     | 0     | 2     | 2    | 6    | 0.333 | 142         | 182         | 0.780       |

Źródło: 
Zasady ustalania kolejności: 1. liczba zdobytych punktów; 2. wyższy stosunek setów; 3. wyższy stosunek małych punktów.
Punktacja: liczba punktów = liczba wygranych setów
Wyniki spotkań

| 14 września 2024 | VV Amsterdam | 3:2                               | VV Jonas |                                                                             |
| 19:15 Źródło:    |              | (25:22, 18:25, 22:25, 25:9, 15:2) |          | Sporthal Laan van Spartaan, Amsterdam Sędzia: Marco Verwoerdt i Wim Fontijn |

| 18 września 2024 | VV Jonas | 0:3                   | Spaarnestad |                                                                       |
| 20:00 Źródło:    |          | (25:27, 20:25, 14:25) |             | Sporthal Beverwijk, Beverwijk Sędzia: Jack Schneider i Ingmar Kaptein |

| 28 września 2024 | Spaarnestad | 3:1                          | VV Amsterdam |                                                                                  |
| 29:30 Źródło:    |             | (27:29, 25:20, 25:18, 25:19) |              | Yvonne van Gennip Hal, Haarlem Sędzia: Sebastiaan van Schouwen i Jeroen Schouten |

#### Grupa O
Tabela
| Lp. | Drużyna                   | Pkt | Mecze | Mecze | Mecze | Sety | Sety | Sety  | Małe punkty | Małe punkty | Małe punkty |
| Lp. | Drużyna                   | Pkt | M     | W     | P     | wyg. | prz. | ratio | zdob.       | str.        | ratio       |
| --- | ------------------------- | --- | ----- | ----- | ----- | ---- | ---- | ----- | ----------- | ----------- | ----------- |
| 1   | Prima Donna Kaas Huizen 2 | 8   | 3     | 2     | 1     | 8    | 5    | 1.600 | 314         | 282         | 1.113       |
| 2   | Taurus 2                  | 7   | 3     | 2     | 1     | 7    | 4    | 1.750 | 270         | 244         | 1.107       |
| 3   | Departyshop.nl VIVES      | 7   | 3     | 2     | 1     | 7    | 7    | 1.000 | 291         | 305         | 0.954       |
| 4   | USV Protos                | 3   | 3     | 0     | 3     | 3    | 9    | 0.333 | 241         | 285         | 0.846       |

Źródło: 
Zasady ustalania kolejności: 1. liczba zdobytych punktów; 2. wyższy stosunek setów; 3. wyższy stosunek małych punktów.
Punktacja: liczba punktów = liczba wygranych setów
Wyniki spotkań

| 14 września 2024 | Prima Donna Kaas Huizen 2 | 3:1                          | Taurus 2 |                                                                        |
| 14:00 Źródło:    |                           | (25:17, 25:17, 24:26, 42:40) |          | Prima Donna Kaas Arena, Huizen Sędzia: Wilco Langevoort i Ralph de Vos |

| 14 września 2024 | USV Protos | 2:3                                 | Departyshop.nl VIVES |                                                                      |
| 15:30 Źródło:    |            | (24:26, 20:25, 25:22, 27:25, 13:15) |                      | Sportcentrum Olympos, Utrecht Sędzia: Martin Zoutberg i John Goedman |

| 21 września 2024 | Prima Donna Kaas Huizen 2 | 3:1                          | USV Protos |                                                                                   |
| 16:00 Źródło:    |                           | (25:20, 22:25, 25:20, 25:19) |            | Prima Donna Kaas Arena, Huizen Sędzia: Sofie de Leeuw van Weenen i Wim Roosenburg |

| 21 września 2024 | Taurus 2 | 3:1                          | Departyshop.nl VIVES |                                                                        |
| 17:00 Źródło:    |          | (25:21, 25:15, 20:25, 25:19) |                      | Sporthal De Kruisboog, Houten Sędzia: Bas van Engelen i Michel Musters |

| 28 września 2024 | Departyshop.nl VIVES | 3:2                                 | Prima Donna Kaas Huizen 2 |                                                               |
| 16:45 Źródło:    |                      | (25:23, 11:25, 25:14, 21:25, 16:14) |                           | IJsselhal, IJsselstein Sędzia: Mathilde Hissink i Tunc Gönenc |

| 28 września 2024 | Taurus 2 | 3:0                   | USV Protos |                                                                      |
| 18:00 Źródło:    |          | (25:18, 25:14, 25:16) |            | Sporthal De Kruisboog, Houten Sędzia: Agnes Hogenstijn i Ben Mensink |

#### Grupa P
Tabela
| Lp. | Drużyna               | Pkt | Mecze | Mecze | Mecze | Sety | Sety | Sety  | Małe punkty | Małe punkty | Małe punkty |
| Lp. | Drużyna               | Pkt | M     | W     | P     | wyg. | prz. | ratio | zdob.       | str.        | ratio       |
| --- | --------------------- | --- | ----- | ----- | ----- | ---- | ---- | ----- | ----------- | ----------- | ----------- |
| 1   | VC WIK Groot-Ammers 2 | 6   | 2     | 2     | 0     | 6    | 0    | MAX   | 153         | 128         | 1.195       |
| 2   | VC Shot               | 3   | 2     | 1     | 1     | 3    | 3    | 1.000 | 132         | 134         | 0.985       |
| 3   | AVVA                  | 0   | 2     | 0     | 2     | 0    | 6    | 0.000 | 130         | 153         | 0.850       |

Źródło: 
Zasady ustalania kolejności: 1. liczba zdobytych punktów; 2. wyższy stosunek setów; 3. wyższy stosunek małych punktów.
Punktacja: liczba punktów = liczba wygranych setów
Wyniki spotkań

| 14 września 2024 | VC WIK Groot-Ammers 2 | 3:0                   | AVVA |                                                                             |
| 14:30 Źródło:    |                       | (28:26, 25:22, 25:23) |      | Sporthal De Reiger, Groot-Ammers Sędzia: Jeroen Schouten i Jeremy Eilbracht |

| 21 września 2024 | AVVA | 0:3                   | VC Shot |                                                                |
| 16:00 Źródło:    |      | (19:25, 22:25, 18:25) |         | MFC Het Spant, Ameide Sędzia: Peter Mühlsteff i Jan Kuylenburg |

| 28 września 2024 | VC Shot | 0:3                   | VC WIK Groot-Ammers 2 |                                                                         |
| 14:00 Źródło:    |         | (19:25, 15:25, 23:25) |                       | Sporthal Interwey, Culemborg Sędzia: Jerom van den Hoek i Kees Appelhof |

#### Grupa Q
Tabela
| Lp. | Drużyna          | Pkt | Mecze | Mecze | Mecze | Sety | Sety | Sety  | Małe punkty | Małe punkty | Małe punkty |
| Lp. | Drużyna          | Pkt | M     | W     | P     | wyg. | prz. | ratio | zdob.       | str.        | ratio       |
| --- | ---------------- | --- | ----- | ----- | ----- | ---- | ---- | ----- | ----------- | ----------- | ----------- |
| 1   | Punch            | 6   | 2     | 2     | 0     | 6    | 1    | 6.000 | 173         | 136         | 1.272       |
| 2   | Gemini-Kangeroes | 3   | 2     | 1     | 1     | 3    | 3    | 1.000 | 138         | 136         | 1.015       |
| 3   | VTC Woerden      | 1   | 2     | 0     | 2     | 1    | 6    | 0.167 | 136         | 175         | 0.777       |

Źródło: 
Zasady ustalania kolejności: 1. liczba zdobytych punktów; 2. wyższy stosunek setów; 3. wyższy stosunek małych punktów.
Punktacja: liczba punktów = liczba wygranych setów
Wyniki spotkań

| 14 września 2024 | Punch | 3:0                   | Gemini-Kangeroes |                                                                      |
| 16:00 Źródło:    |       | (25:18, 25:23, 25:20) |                  | TU Delft Sportcentrum, Delft Sędzia: Kevin Fung i Thaddeus Macdonald |

| 21 września 2024 | Gemini-Kangeroes | 3:0                   | VTC Woerden |                                                                                   |
| 14:30 Źródło:    |                  | (25:13, 26:24, 26:24) |             | Sporthal De Vliethorst, Voorschoten Sędzia: Leontien van der Bent i Roelof Haisma |

| 26 września 2024 | VTC Woerden | 1:3                         | Punch |                                                                   |
| 20:30 Źródło:    |             | (21:25, 9:25, 25:23, 20:25) |       | Thijs van der Polshal, Woerden Sędzia: Hein Wichers i Frans Debie |

#### Grupa R
Tabela
| Lp. | Drużyna              | Pkt | Mecze | Mecze | Mecze | Sety | Sety | Sety  | Małe punkty | Małe punkty | Małe punkty |
| Lp. | Drużyna              | Pkt | M     | W     | P     | wyg. | prz. | ratio | zdob.       | str.        | ratio       |
| --- | -------------------- | --- | ----- | ----- | ----- | ---- | ---- | ----- | ----------- | ----------- | ----------- |
| 1   | Inter Rijswijk       | 9   | 3     | 3     | 0     | 9    | 0    | MAX   | 225         | 143         | 1.573       |
| 2   | Kalinko              | 6   | 3     | 2     | 1     | 6    | 6    | 1.000 | 250         | 251         | 0.996       |
| 3   | Volley Lek en IJssel | 5   | 3     | 1     | 2     | 5    | 7    | 0.714 | 237         | 266         | 0.891       |
| 4   | Habithuis RVV        | 2   | 3     | 0     | 3     | 2    | 9    | 0.222 | 221         | 273         | 0.810       |

Źródło: 
Zasady ustalania kolejności: 1. liczba zdobytych punktów; 2. wyższy stosunek setów; 3. wyższy stosunek małych punktów.
Punktacja: liczba punktów = liczba wygranych setów
Wyniki spotkań

| 14 września 2024 | Kalinko | 3:2                                | Volley Lek en IJssel |                                                                     |
| 16:30 Źródło:    |         | (25:17, 25:18, 22:25, 21:25, 15:6) |                      | Houtrust sporthal, Haga Sędzia: Rob Velders i Patrick van der Voort |

| 14 września 2024 | Inter Rijswijk | 3:0                   | Habithuis RVV |                                                                       |
| 19:30 Źródło:    |                | (25:23, 25:13, 25:17) |               | Sporthal De Altis, Rijswijk Sędzia: Patrick Besseling i Licia Salvati |

| 21 września 2024 | Habithuis RVV | 1:3                          | Kalinko |                                                               |
| 15:30 Źródło:    |               | (17:25, 25:20, 21:25, 22:25) |         | Boorsmazaal, Katwijk Sędzia: Patrick Besseling i Tim van Dijk |

| 21 września 2024 | Volley Lek en IJssel | 0:3                   | Inter Rijswijk |                                                                             |
| 17:00 Źródło:    |                      | (14:25, 15:25, 14:25) |                | De Drie Maenen, Ouderkerk aan den IJssel Sędzia: Coen Modde i Thomas Ruiter |

| 28 września 2024 | Habithuis RVV | 1:3                          | Volley Lek en IJssel |                                                           |
| 15:30 Źródło:    |               | (16:25, 30:28, 16:25, 21:25) |                      | Boorsmazaal, Katwijk Sędzia: Robin Merts i Bartosz Pawlik |

| 28 września 2024 | Inter Rijswijk | 3:0                   | Kalinko |                                                                       |
| 20:00 Źródło:    |                | (25:13, 25:16, 25:18) |         | Sporthal De Altis, Rijswijk Sędzia: Peter van den Berg i Ron Ferwerda |

#### Grupa S
Tabela
| Lp. | Drużyna               | Pkt | Mecze | Mecze | Mecze | Sety | Sety | Sety  | Małe punkty | Małe punkty | Małe punkty |
| Lp. | Drużyna               | Pkt | M     | W     | P     | wyg. | prz. | ratio | zdob.       | str.        | ratio       |
| --- | --------------------- | --- | ----- | ----- | ----- | ---- | ---- | ----- | ----------- | ----------- | ----------- |
| 1   | VC WIK Groot-Ammers   | 9   | 3     | 3     | 0     | 9    | 1    | 9.000 | 249         | 204         | 1.221       |
| 2   | Next Volley Dordrecht | 7   | 3     | 2     | 1     | 7    | 3    | 2.333 | 243         | 201         | 1.209       |
| 3   | ZVH 2                 | 3   | 3     | 1     | 2     | 3    | 6    | 0.500 | 188         | 213         | 0.883       |
| 4   | Thor                  | 0   | 3     | 0     | 3     | 0    | 9    | 0.000 | 163         | 225         | 0.724       |

Źródło: 
Zasady ustalania kolejności: 1. liczba zdobytych punktów; 2. wyższy stosunek setów; 3. wyższy stosunek małych punktów.
Punktacja: liczba punktów = liczba wygranych setów
Wyniki spotkań

| 14 września 2024 | VC WIK Groot-Ammers | 3:0                   | ZVH 2 |                                                                         |
| 16:45 Źródło:    |                     | (25:14, 26:24, 25:15) |       | Sporthal De Reiger, Groot-Ammers Sędzia: Arie Schets i Jeremy Eilbracht |

| 14 września 2024 | Next Volley Dordrecht | 3:0                   | Thor |                                                                            |
| 19:00 Źródło:    |                       | (25:11, 25:14, 25:18) |      | Sporthal De Dijk, Dordrecht Sędzia: Leontien van der Bent i Sieuwe Haitsma |

| 21 września 2024 | ZVH 2 | 3:0                   | Thor |                                                                       |
| 16:15 Źródło:    |       | (25:22, 25:22, 25:16) |      | Dorpshuis Swanla, Zevenhuizen Sędzia: Tom Provoost i Walter van Boven |

| 21 września 2024 | VC WIK Groot-Ammers | 3:1                          | Next Volley Dordrecht |                                                                      |
| 16:45 Źródło:    |                     | (23:25, 25:23, 25:20, 25:23) |                       | Sporthal De Reiger, Groot-Ammers Sędzia: Jakob Senneker i Kees Otten |

| 23 września 2024 | ZVH 2 | 0:3                   | Next Volley Dordrecht |                                                                            |
| 19:45 Źródło:    |       | (23:25, 12:25, 25:27) |                       | Dorpshuis Swanla, Zevenhuizen Sędzia: Thierry van Essen i Jeremy Eilbracht |

| 28 września 2024 | Thor | 0:3                   | VC WIK Groot-Ammers |                                                                                        |
| 17:00 Źródło:    |      | (21:25, 18:25, 21:25) |                     | Sport- en Zalencentrum De Waard, Bergambacht Sędzia: Henk Bruins i Peter van den Hoven |

#### Grupa T
Tabela
| Lp. | Drużyna                 | Pkt | Mecze | Mecze | Mecze | Sety | Sety | Sety  | Małe punkty | Małe punkty | Małe punkty |
| Lp. | Drużyna                 | Pkt | M     | W     | P     | wyg. | prz. | ratio | zdob.       | str.        | ratio       |
| --- | ----------------------- | --- | ----- | ----- | ----- | ---- | ---- | ----- | ----------- | ----------- | ----------- |
| 1   | Sliedrecht Sport 3      | 8   | 3     | 2     | 1     | 8    | 5    | 1.600 | 281         | 268         | 1.049       |
| 2   | Volley Tilburg          | 8   | 3     | 2     | 1     | 8    | 6    | 1.333 | 301         | 275         | 1.095       |
| 3   | OKK '70                 | 5   | 3     | 1     | 2     | 5    | 7    | 0.714 | 252         | 266         | 0.947       |
| 4   | Next Volley Dordrecht 2 | 5   | 3     | 1     | 2     | 5    | 8    | 0.625 | 267         | 292         | 0.914       |

Źródło: 
Zasady ustalania kolejności: 1. liczba zdobytych punktów; 2. wyższy stosunek setów; 3. wyższy stosunek małych punktów.
Punktacja: liczba punktów = liczba wygranych setów
Wyniki spotkań

| 14 września 2024 | OKK '70 | 2:3                                | Volley Tilburg |                                                                                  |
| 12:15 Źródło:    |         | (25:20, 21:25, 15:25, 25:21, 6:15) |                | Sporthal de Wielewaal, Hardinxveld-Giessendam Sędzia: Robin Merts i Ron Ferwerda |

| 14 września 2024 | Next Volley Dordrecht 2 | 3:2                                | Sliedrecht Sport 3 |                                                           |
| 16:30 Źródło:    |                         | (25:18, 20:25, 21:25, 25:23, 15:8) |                    | Sporthal De Dijk, Dordrecht Sędzia: Ad Kemp i Tunc Gönenc |

| 19 września 2024 | Next Volley Dordrecht 2 | 1:3                          | OKK '70 |                                                                         |
| 19:30 Źródło:    |                         | (26:28, 25:18, 15:25, 19:25) |         | Sporthal De Dijk, Dordrecht Sędzia: Peter Mühlsteff i Patrick Besseling |

| 21 września 2024 | Sliedrecht Sport 3 | 3:2                                | Volley Tilburg |                                                                        |
| 14:45 Źródło:    |                    | (25:23, 19:25, 23:25, 25:16, 15:9) |                | Sporthal De Basis, Sliedrecht Sędzia: Licia Salvati i Patrick Goossens |

| 28 września 2024 | Volley Tilburg | 3:1                          | Next Volley Dordrecht 2 |                                                                                |
| 15:00 Źródło:    |                | (22:25, 25:17, 25:21, 25:13) |                         | Sportcomplex T-Kwadraat, Tilburg Sędzia: Aart Polderman de Jong i John Goedman |

| 28 września 2024 | Sliedrecht Sport 3 | 3:0                   | OKK '70 |                                                                |
| 17:00 Źródło:    |                    | (25:23, 25:18, 25:23) |         | Sporthal De Basis, Sliedrecht Sędzia: Ad Kemp i Marco Hogebrug |

#### Grupa U
Tabela
| Lp. | Drużyna    | Pkt | Mecze | Mecze | Mecze | Sety | Sety | Sety  | Małe punkty | Małe punkty | Małe punkty |
| Lp. | Drużyna    | Pkt | M     | W     | P     | wyg. | prz. | ratio | zdob.       | str.        | ratio       |
| --- | ---------- | --- | ----- | ----- | ----- | ---- | ---- | ----- | ----------- | ----------- | ----------- |
| 1   | VC Polaris | 9   | 3     | 3     | 0     | 9    | 3    | 3.000 | 281         | 241         | 1.166       |
| 2   | Hovoc      | 6   | 3     | 1     | 2     | 6    | 7    | 0.857 | 277         | 284         | 0.975       |
| 3   | Donki Sjot | 5   | 3     | 1     | 2     | 5    | 6    | 0.833 | 238         | 260         | 0.915       |
| 4   | VC Atak'55 | 4   | 3     | 1     | 2     | 4    | 8    | 0.500 | 262         | 273         | 0.960       |

Źródło: 
Zasady ustalania kolejności: 1. liczba zdobytych punktów; 2. wyższy stosunek setów; 3. wyższy stosunek małych punktów.
Punktacja: liczba punktów = liczba wygranych setów
Wyniki spotkań

| 14 września 2024 | Donki Sjot | 3:0                   | VC Atak'55 |                                                                         |
| 18:00 Źródło:    |            | (27:25, 28:26, 25:23) |            | Sporthal De Misse, Den Dungen Sędzia: Richard van Beek i Jan van Dooren |

| 14 września 2024 | VC Polaris | 3:1                          | Hovoc |                                                                   |
| 19:30 Źródło:    |            | (28:26, 16:25, 25:15, 25:19) |       | Sporthal 't Hout, Helmond Sędzia: Henk Jan Pool i Jos Verschuuren |

| 21 września 2024 | Hovoc | 2:3                                | VC Atak'55 |                                                             |
| 19:00 Źródło:    |       | (25:21, 25:21, 25:27, 18:25, 7:15) |            | Dendron Sporthal, Horst Sędzia: Hai van Dijck i Lou Peeters |

| 21 września 2024 | VC Polaris | 3:1                          | Donki Sjot |                                                                      |
| 19:30 Źródło:    |            | (19:25, 25:20, 25:14, 25:18) |            | Sporthal 't Hout, Helmond Sędzia: Tineke Aardoom-Butter i Hans Klein |

| 28 września 2024 | VC Atak'55 | 1:3                          | VC Polaris |                                                                      |
| 16:00 Źródło:    |            | (25:17, 17:25, 13:25, 24:26) |            | Sportcentrum Waspik, Waspik Sędzia: Jakob Senneker i Peter Jonkheijm |

| 28 września 2024 | Hovoc | 3:1                          | Donki Sjot |                                                             |
| 19:00 Źródło:    |       | (17:25, 25:21, 25:17, 25:18) |            | Dendron Sporthal, Horst Sędzia: Henk Rutten i Michel Geurts |

#### Grupa V
Tabela
| Lp. | Drużyna            | Pkt | Mecze | Mecze | Mecze | Sety | Sety | Sety  | Małe punkty | Małe punkty | Małe punkty |
| Lp. | Drużyna            | Pkt | M     | W     | P     | wyg. | prz. | ratio | zdob.       | str.        | ratio       |
| --- | ------------------ | --- | ----- | ----- | ----- | ---- | ---- | ----- | ----------- | ----------- | ----------- |
| 1   | Numidia VC Limax 2 | 9   | 3     | 3     | 0     | 9    | 1    | 9.000 | 246         | 179         | 1.374       |
| 2   | Peelpush 2         | 6   | 3     | 2     | 1     | 6    | 7    | 0.857 | 259         | 286         | 0.906       |
| 3   | Tupos              | 5   | 3     | 1     | 2     | 5    | 6    | 0.833 | 231         | 240         | 0.963       |
| 4   | VC Landgraaf       | 3   | 3     | 0     | 3     | 3    | 9    | 0.333 | 252         | 283         | 0.890       |

Źródło: 
Zasady ustalania kolejności: 1. liczba zdobytych punktów; 2. wyższy stosunek setów; 3. wyższy stosunek małych punktów.
Punktacja: liczba punktów = liczba wygranych setów
Wyniki spotkań

| 14 września 2024 | VC Landgraaf | 0:3                   | Tupos |                                                                    |
| 13:45 Źródło:    |              | (23:25, 19:25, 22:25) |       | Sporthal Baneberg, Landgraaf Sędzia: Marcel Oberije i Riet Bezemer |

| 14 września 2024 | Numidia VC Limax 2 | 3:0                   | Peelpush 2 |                                                            |
| 19:30 Źródło:    |                    | (25:17, 25:13, 25:16) |            | Sportzaal, Linne Sędzia: Strale Zivic i Pieter Winkelmolen |

| 21 września 2024 | VC Landgraaf | 1:3                          | Numidia VC Limax 2 |                                                                    |
| 13:45 Źródło:    |              | (25:21, 13:25, 22:25, 21:25) |                    | Sporthal Baneberg, Landgraaf Sędzia: Ward Erhart i Jos Verschuuren |

| 21 września 2024 | Tupos | 2:3                                 | Peelpush 2 |                                                                      |
| 18:00 Źródło:    |       | (23:25, 25:20, 25:16, 21:25, 10:15) |            | Sporthal De Kazing, Baarlo Sędzia: Jan van Dooren i Richard van Beek |

| 28 września 2024 | Peelpush 2 | 3:2                                 | VC Landgraaf |                                                                  |
| 16:00 Źródło:    |            | (23:25, 25:22, 25:20, 22:25, 17:15) |              | Sporthal De Körref, Meijel Sędzia: Hennie Lagarde i Erik Verbeek |

| 28 września 2024 | Tupos | 0:3                  | Numidia VC Limax 2 |                                                                   |
| 18:00 Źródło:    |       | (22:25, 8:25, 22:25) |                    | Sporthal De Kazing, Baarlo Sędzia: Strale Zivic i Liang van Dijck |

### 2. runda
| 25 października 2024 20:00 Źródło: | Stentor | 3:0 (25:18, 25:23, 25:17) | Bruins Olhaco | Sporthal De Bam, Haren Sędzia: Coen Biesheuvel i Peter Postma |

| 26 października 2024 14:00 Źródło: | Pegasus | 3:0 (25:19, 25:20, 25:17) | SSS 2 | Wijkcentrum Ark van Oost, Nijmegen Sędzia: Ronald Vos i Wout de Ruiter |

| 26 października 2024 14:00 Źródło: | Prima Donna Kaas Huizen 2 | 0:3 (17:25, 21:25, 22:25) | IT Test Talents AVV Keistad | Prima Donna Kaas Arena, Huizen Sędzia: Aart-Jan Strijker i Ward Erhart |

| 26 października 2024 14:00 Źródło: | Punch | 0:3 (21:25, 18:25, 14:25) | Sliedrecht Sport 2 | TU Delft Sportcentrum, Delft Sędzia: Walter van Boven i Mattijs Swolfs |

| 26 października 2024 14:30 Źródło: | VC WIK Groot-Ammers 2 | 0:3 (22:25, 26:28, 23:25) | Sliedrecht Sport 3 | Sporthal De Reiger, Groot-Ammers Sędzia: Alban van Stralen i Ron Ferwerda |

| 26 października 2024 16:00 Źródło: | Lokomotiv Hydra | 0:3 (13:25, 16:25, 16:25) | VC Sneek | Sportcentrum Schuttersveld, Sneek Sędzia: Thomas Ruiter i Paul van Hoogmoed |

| 26 października 2024 16:30 Źródło: | Spaarnestad | 2:3 (25:23, 25:22, 23:25, 22:25, 12:15) | Stadsjochies VV Utrecht | Yvonne van Gennip Hal, Haarlem Sędzia: Patrick Besseling i Henk van Vessem |

| 26 października 2024 16:30 Źródło: | Madjoe | 3:1 (25:23, 25:15, 20:25, 25:23) | Merkala Zaanstad | Sporthal De Drecht, Enkhuizen Sędzia: Kees Staman i Jan Visscher |

| 26 października 2024 16:30 Źródło: | SV Dynamo Apeldoorn 3 | 3:1 (22:25, 30:28, 25:22, 25:12) | Rensa Family Orion 2 | Omnisport, Apeldoorn Sędzia: Harm Speelman i Rijk Sanders |

| 26 października 2024 16:45 Źródło: | VC WIK Groot-Ammers | 0:3 (14:25, 18:25, 17:25) | Inter Rijswijk | Sporthal De Reiger, Groot-Ammers Sędzia: Erik Jonk i Robin Merts |

| 26 października 2024 17:30 Źródło: | Dros-Alterno | 3:0 (25:18, 25:21, 25:23) | Webton Hengelo | Alternohal, Apeldoorn Sędzia: Emiel Sennema i Tjaart-Jan Huizing |

| 26 października 2024 19:00 Źródło: | VC Polaris | 0:3 (18:25, 15:25, 21:25) | VoCASA | Sporthal 't Hout, Helmond Sędzia: Strale Zivic i Louis Oberije |

| 26 października 2024 19:15 Źródło: | wijzijntop Personeelsdiensten DIO Bedum | 0:3 (24:26, 23:25, 19:25) | Comfort Groep Sudosa-Desto | Sporthal De Beemden, Bedum Sędzia: Jan Roelof Witting i Wouter Pietersma |

| 26 października 2024 19:30 Źródło: | CSV | 2:3 (25:22, 22:25, 23:25, 28:26, 13:15) | SV Dynamo Apeldoorn 2 | Reflexhal, Kampen Sędzia: Arjan Bezoen i Bert van der Weerd |

| 26 października 2024 19:30 Źródło: | Numidia VC Limax 2 | 3:1 (22:25, 25:20, 25:16, 25:16) | Peelpush | Sportzaal, Linne Sędzia: Aart Polderman de Jong i Margot Verhoef |

| 26 października 2024 20:00 Źródło: | Axell Claims Sovoco | 0:3 (18:25, 22:25, 17:25) | Taurus | Sporthal de Bunt, Soest Sędzia: Johan Berkhof i Pieter Ouwerkerk |

### 3. runda
| 27 listopada 2024 20:00 Źródło: | Dros-Alterno | 3:2 (25:21, 21:25, 23:25, 25:23, 19:17) | Sliedrecht Sport 2 | Alternohal, Apeldoorn Sędzia: Emiel Sennema i Mattijs Swolfs |

| 27 listopada 2024 20:00 Źródło: | Inter Rijswijk | 3:1 (22:25, 25:17, 25:22, 25:23) | IT Test Talents AVV Keistad | Sporthal De Altis, Rijswijk Sędzia: Patrick Besseling i Pieter Ouwerkerk |

| 27 listopada 2024 20:15 Źródło: | SV Dynamo Apeldoorn 3 | 3:2 (19:25, 25:21, 25:17, 16:25, 15:7) | Taurus | Omnisport, Apeldoorn Sędzia: Harm Speelman i Martin Schuurman |

| 27 listopada 2024 20:45 Źródło: | Numidia VC Limax 2 | 3:2 (17:25, 21:25, 25:23, 27:25, 15:13) | SV Dynamo Apeldoorn 2 | Sportzaal, Linne Sędzia: Wout de Ruiter i Ward Erhart |

| 28 listopada 2024 20:00 Źródło: | Stadsjochies VV Utrecht | 0:3 (23:25, 21:25, 22:25) | Comfort Groep Sudosa-Desto | Sportcentrum Galgenwaard, Utrecht Sędzia: Marcel van der Wal i Corien van Tol-Hulscher |

| 28 listopada 2024 20:30 Źródło: | Madjoe | 3:0 (25:20, 25:21, 25:23) | VoCASA | Sporthal De Drecht, Enkhuizen Sędzia: Jack Schneider i Wietze de Jong |

| 4 grudnia 2024 20:00 Źródło: | Sliedrecht Sport 3 | 3:1 (25:18, 26:24, 16:25, 25:18) | Stentor | Sporthal De Basis, Sliedrecht Sędzia: Tunc Gönenc i Tim van Dijk |

| 4 grudnia 2024 20:30 Źródło: | Pegasus | 3:0 (25:19, 25:23, 25:20) | VC Sneek | Wijkcentrum Ark van Oost, Nijmegen Sędzia: Strale Zivic i Alex de Kok |

### 1/8 finału
| 18 grudnia 2024 20:30 Źródło: | Sliedrecht Sport 3 | 0:3 (22:25, 25:27, 20:25) | Dros-Alterno | Sporthal de Stoep, Sliedrecht Sędzia: Julien Rekers i Wilco Langevoort |

| 21 grudnia 2024 14:00 Źródło: | Scherp in Packaging ZVH | 1:3 (19:25, 25:23, 16:25, 17:25) | Orion Stars | Dorpshuis Swanla, Zevenhuizen Sędzia: Bouke Koning i Irene Kramer |

| 21 grudnia 2024 15:00 Źródło: | SV Dynamo Apeldoorn 3 | 1:3 (25:23, 21:25, 23:25, 11:25) | Nova Tech Lycurgus | Omnisport, Apeldoorn Sędzia: Patrick Besseling i Carlienjo Klinge |

| 21 grudnia 2024 15:00 Źródło: | Comfort Groep Sudosa-Desto | 0:3 (21:25, 17:25, 27:29) | Numidia VC Limax | Sporthal Olympus, Assen Sędzia: Paul van Hoogmoed i Gerard Broekema |

| 21 grudnia 2024 16:30 Źródło: | Madjoe | 0:3 (20:25, 22:25, 15:25) | Sliedrecht Sport | Sporthal De Drecht, Enkhuizen Sędzia: Berend de Hoop i Paul Distel |

| 21 grudnia 2024 17:00 Źródło: | Numidia VC Limax 2 | 2:3 (28:26, 25:20, 16:25, 11:25, 6:15) | Inter Rijswijk | Sportzaal, Linne Sędzia: Marc Goorhuis i Erik van Otterdijk |

| 21 grudnia 2024 19:30 Źródło: | Simplex SSS | 0:3 (21:25, 18:25, 19:25) | Draisma Dynamo | De Meerwaarde, Barneveld Sędzia: Raymond Haamberg i Marco van Zanten |

| 21 grudnia 2024 20:00 Źródło: | Pegasus | 0:3 (17:25, 23:25, 19:25) | Prima Donna Kaas Huizen | Sporthal de Boog, Nijmegen Sędzia: Louis Oberije i Boy van Mourik |

### Ćwierćfinały
| 5 lutego 2025 20:00 Źródło: | Dros-Alterno | 0:3 (17:25, 14:25, 20:25) | Orion Stars | Alternohal, Apeldoorn Sędzia: Wilco Langevoort i Gert Reichardt |

| 8 lutego 2025 20:00 Źródło: | Inter Rijswijk | 0:3 (20:25, 14:25, 25:27) | Numidia VC Limax | Sporthal De Altis, Rijswijk Sędzia: Patrick Besseling i Hans Oomes |

| 8 lutego 2025 20:00 Źródło: | Draisma Dynamo | 3:1 (25:21, 25:19, 22:25, 25:19) | Prima Donna Kaas Huizen | Omnisport, Apeldoorn Sędzia: Raymond Haamberg i Hélène Geldof |

| 9 lutego 2025 15:00 Źródło: | Nova Tech Lycurgus | 3:1 (25:22, 25:21, 18:25, 25:22) | Sliedrecht Sport | MartiniPlaza, Groningen Sędzia: Kevin van Blokland i Daniël Jettkandt |

### Półfinały
| 25 lutego 2025 20:00 Źródło: | Nova Tech Lycurgus | 1:3 (24:26, 25:27, 25:16, 20:25) | Orion Stars | MartiniPlaza, Groningen Sędzia: Daniël Jettkandt i Gert Reichardt |

| 2 marca 2025 16:30 Źródło: | Orion Stars | 3:0 (25:19, 25:20, 25:22) | Nova Tech Lycurgus | SaZa Topsporthal, Doetinchem Sędzia: Wouter de Baar i Süleyman Yalçın |

| Wynik dwumeczu | Orion Stars | 6:0 | Nova Tech Lycurgus |  |

| 28 lutego 2025 20:00 Źródło: | Draisma Dynamo | 3:1 (21:25, 25:23, 25:14, 25:20) | Numidia VC Limax | Omnisport, Apeldoorn Sędzia: Hélène Geldof i Dave Walravens |

| 6 marca 2025 20:00 Źródło: | Numidia VC Limax | 1:3 (22:25, 26:24, 15:25, 23:25) | Draisma Dynamo | Sporthal Jo Gerris, Roermond Sędzia: Hans Oomes i Gerard Broekema |

| Wynik dwumeczu | Numidia VC Limax | 0:6 | Draisma Dynamo |  |

### Finał
| 21 kwietnia 2025 12:30 Źródło: | Orion Stars | 3:0 (25:20, 25:19, 25:15) | Draisma Dynamo | Maaspoort, ’s-Hertogenbosch Sędzia: Wouter Goslinga i Daniël Jettkandt |